# Zamenis hohenackeri
Zamenis hohenackeri är en ormart som beskrevs av Strauch 1873. Zamenis hohenackeri ingår i släktet Zamenis och familjen snokar.
Denna orm förekommer i Mellanöstern och i västra Asien österut till Azerbajdzjan och Iran.  Arten lever i låglandet och i bergstrakter mellan 100 och 3000 meter över havet. Habitatet utgörs av regioner med låg växtlighet och klippor, av områden med glest fördelade träd och av öppna lövfällande skogar. Zamenis hohenackeri besöker även trädgårdar och odlingsmark som inte brukas intensiv. Individerna stannar mellan november och februari i ett gömställe. Honor lägger tre till sju ägg per tillfälle.
Beståndet hotas av landskapsförändringar och av bränder. Hela populationen antas fortfarande vara stor. IUCN kategoriserar arten globalt som livskraftig.

## Underarter
Arten delas in i följande underarter:
- Z. h. hohenackeri
- Z. h. taurica